# 32776 Nriag
32776 Nriag — астероїд головного поясу, відкритий 29 травня 1987 року.
Тіссеранів параметр щодо Юпітера — 3,342.
Названо на честь Національного дослідницького інституту астрономії і геофізики (англ. National Research Institute of Astronomy and Geophysics— NRIAG) в Хелуані (Хельвані), єгипетського центру досліджень в галузі астрономії, геофізики та геодезії.